# Любопытство убило кошку
Любопытство убило кошку (англ. Curiosity killed the cat) — английская пословица, используемая для предупреждения об опасностях ненужных исследований или экспериментов. Она также подразумевает, что любопытство иногда может привести к опасности или несчастью. Первоначальная форма пословицы, ныне мало используемая, гласила: «Забота убила кошку». В данном случае «забота» была определена как «беспокойство» или «несчастье других». Русский аналог английской пословицы — «Любопытство до добра не доводит», «любопытной Варваре нос оторвали».

## Происхождение
Самая ранняя ссылка на оригинальную пословицу содержится в пьесе 1598 года «Всяк в своём нраве», написанной английским драматургом Беном Джонсоном:
Ох, куда ни шло! Жить — не тужить. Плевать с высокого дерева. Хвост трубой, а кроме вши, с меня палач не ищи.Оригинальный текст (англ.)Helter skelter, hang sorrow, care 'll kill a cat, up-tails all, and a louse for the hangman.
Шекспир использовал аналогичную цитату в своей пьесе 1599 года «Много шума из ничего»:
Подбодрись,  дружок! Хоть говорят, что забота и кошку уморить может, у тебя такой живой нрав, что ты можешь и заботу уморить.Оригинальный текст (англ.)What, courage man! what though care killed a cat, thou hast mettle enough in thee to kill care.
Пословица оставалась неизменной по крайней мере до 1898 года. Эбенезер Кобхэм Брюер включил это определение в свой Словарь фраз и басен:
Care killed the Cat.
It is said that "a cat has nine lives," yet care would wear them all out.

## Трансформация
Происхождение современной вариации неизвестно. Ее можно найти в ирландской газете 1868 года: Говорят, однажды любопытство убило кошку. Ранняя печатная ссылка на фактическую фразу «Любопытство убило кошку» содержится в сборнике Джеймса Аллана Мэйра 1873 года «Справочник пословиц: английские, шотландские, ирландские, американские, шекспировские, библейские и семейные девизы», где она указана как ирландская пословица на странице 34. В издании 1902 года «Пословицы: сентенции и фразы» Джона Хендрикса Бехтеля фраза «Любопытство убило кошку» является единственной записью в разделе «Любопытство» на странице 100.
Роман ужасов Стивена Кинга 1977 года «Сияние» включает следующие строки:
Любопытство погубило кошку, моя дорогая Редрам. Редрам, моя дорогая, удовлетворение вернуло его.